# Списък на народните представители от Четиридесет и петото народно събрание
Тази статия представлява списък на народните представители от XLV народно събрание. Народно събрание е сформирано според резултатите от извънредните парламентарни избори в България, проведени на 4 април 2021 г. Избрани са 240 депутати от 6 партии.

## Списък
Това е списък на народните представители от XLV народно събрание:
1. Адлен Шевкед
2. Албена Върбанова
3. Александър Атанасов Александров
4. Александър Богданов Николов
5. Александър Велиславов Тодоров
6. Александър Димитров Симидчиев
7. Александър Мацурев
8. Александър Николов Вълчев
9. Александър Ненков
10. Александър Стайков Марков
11. Александър Тихомиров Симов
12. Александър Филчев Матеев
13. Анастас Маринов Попдимитров
14. Андрей Чорбанов
15. Андрей Николаев Михайлов
16. Андрей Христов Вълчев
17. Анна Василева Александрова
18. Антоанета Стефанова
19. Антоанета Цонева
20. Антон Йорданов Адамов
21. Арман Бабикян
22. Атанас Владиславов Славов
23. Атанас Зафиров Зафиров
24. Атанас Петров Костадинов
25. Ахмед Реджебов Ахмедов
26. Байрам Юзкан Байрам
27. Благовест Кирилов Кирилов
28. Богдан Емилов Боцев
29. Бойко Петров Кафеджиев
30. Бонка Сергеева Василева
31. Борис Цветков Цветков
32. Борислав Гуцанов
33. Борислав Сандов
34. Бюрхан Илиязов Абазов
35. Валентин Мирчов Милушев
36. Валентина Василева Василева-Филаделфевс
37. Васил Йорданов Георгиев
38. Вежди Рашидов
39. Велизар Шаламанов
40. Велизар Енчев
41. Велислава Кръстева
42. Весела Лечева
43. Веска Маринова Ненчева
44. Владимир Славчев Вълев
45. Владимир Стоянов Русев
46. Владислав Панев
47. Вяра Емилова Йорданова
48. Галя Маринова Бърдарска
49. Георги Георгиев Михайлов
50. Георги Запрев Динев
51. Георги Захаринин Попов
52. Георги Йорданов Ганев
53. Георги Станчев Георгиев
54. Георги Свиленски
55. Георги Тенев Станков
56. Георги Гьоков
57. Григор Ангелов Горчев
58. Дани Стефанова Каназирева
59. Даниел Митов
60. Даниела Анастасова Дариткова-Проданова
61. Данка Евстатиева Зидарова-Люртова
62. Делян Добрев
63. Деляна Валериева Пешева
64. Деница Сачева
65. Деница Пламенова Николова
66. Десислава Атанасова
67. Десислава Танева
68. Десислава Ахладова-Атанасова
69. Джевдет Чакъров
70. Джейхан Хасанов Ибрямов
71. Дилян Господинов Господинов
72. Димитър Бойчев Петров
73. Димитър Главчев
74. Димитър Георгиев Найденов
75. Димитър Иванов Аврамов
76. Димитър Иванов Гечев
77. Димитър Петров Сяров
78. Димитър Стойков Николов
79. Димитър Стоянов Гърдев
80. Драгомир Стойнев
81. Драгомир Георгиев Ошавков
82. Драгомир Стефанов Петров
83. Евгения Бисерова Алексиева
84. Екатерина Захариева
85. Елхан Мехмедов Кълков
86. Енко Георгиев Найденов
87. Ерджан Себайтин Ебатин
88. Ешереф Кязим Ешереф
89. Живка Михалева Железова
90. Живко Иванов Табаков
91. Златомира Димитрова Карагеоргиева-Мострова
92. Ивайло Вълчев
93. Ивайло Красимиров Кожухаров
94. Ивайло Николаев Мирчев
95. Ивайло Пеев Старибратов
96. Иван Богомилов Петков
97. Иван Тотев
98. Иван Валентинов Иванов
99. Иван Василев Хиновски
100. Иван Георгиев Велов
101. Иван Ивайлов Ченчев
102. Иван Йорданов Димитров (ДБ)
103. Иван Йорданов Димитров (БСП)
104. Иван Николов Миховски
105. Ивелина Веселинова Василева
106. Иво Христов
107. Иво Георгиев Атанасов
108. Илиана Петкова Жекова
109. Илия Димитров Лазаров
110. Илиян Славейков Йончев
111. Илко Стоянов Стоянов
112. Илтер Бейзатов Садъков
113. Имрен Исметова Мехмедова
114. Ирена Методиева Димова
115. Ирена Тодорова Анастасова
116. Ихсан Халил Хаккъ
117. Йордан Цонев
118. Йордан Свеженов Стоянов
119. Калоян Милков Янков
120. Катя Максимова Панева
121. Кирил Ананиев
122. Кирил Сашев Симеонов
123. Кольо Милев
124. Корнелия Нинова
125. Костадин Ангелов
126. Красен Георгиев Кръстев
127. Красен Кралев
128. Красимир Вълчев
129. Красимир Христов Николов
130. Крум Георгиев Дончев
131. Крум Костадинов Зарков
132. Лъчезар Иванов
133. Лъчезар Димитров Борисов
134. Лъчезар Иванов Бакърджиев
135. Любен Дилов (син)
136. Любомир Антонов Каримански
137. Максим Генчев
138. Маноил Манев
139. Манол Костадинов Пейков
140. Манол Трифонов Генов
141. Мария Капон
142. Мария Щерева Белова
143. Мартин Димитров
144. Мастън Османов Мастънов
145. Мая Манолова
146. Мая Йорданова Димитрова
147. Мика Зайкова
148. Милена Цветанова Дамянова
149. Минко Велчев Ангелов
150. Митко Христов Кунчев
151. Михаела Ясенова Крумова
152. Младен Маринов
153. Младен Шишков
154. Момчил Кунчев Иванов
155. Мустафа Карадайъ
156. Надежда Георгиева Йорданова
157. Невена Евстатиева Минева
158. Никола Христов Кръстев
159. Николай Хаджигенов
160. Николай Нанков
161. Николина Ангелкова
162. Павел Алексеев Христов
163. Петър Георгиев Кънев
164. Петър Христов Димитров
165. Петър Ясенов Маринов
166. Петя Николаева Цанкова
167. Петя Аврамова
168. Пламен Дулчев Нунев
169. Пламен Иванов Данаилов
170. Пламен Иванов Милев
171. Пламен Николаев Абровски
172. Пламен Николов
173. Пламен Тачев Петров
174. Пламен Христомиров Рашев
175. Радомир Петров Чолаков
176. Радостин Петев Василев
177. Рамадан Аталай
178. Росен Желязков
179. Росица Любенова Кирова
180. Румен Гечев
181. Румен Димитров Христов
182. Румен Маринов Йончев
183. Румен Николов Георгиев
184. Рушен Мехмед Риза
185. Сашо Тодоров Савов
186. Светлин Костов Стоянов
187. Светослав Бончев Колев
188. Светослав Георгиев Георгиев
189. Севим Исмаил Али
190. Сезгин Юсеин Мехмед
191. Сергей Манушов Кичиков
192. Силви Кирилов Петров
193. Славена Димитрова Точева
194. Станислав Димитров Говедаров
195. Станислав Светозаров Балабанов
196. Слави Трифонов
197. Станчо Димитров Ставрев
198. Стела Николова
199. Стефан Апостолов Апостолов
200. Стефан Неделчев Мирев
201. Стоян Михалев
202. Стоян Костадинов Стоев
203. Стоян Михайлов Мирчев
204. Страцимир Илков Павлов
205. Танер Кадир Тюркоглу
206. Таня Тодорова Петрова
207. Теменужка Петкова
208. Теодора Маргаритова Пенева
209. Тихомир Гочев Тенев
210. Тодор Байчев Байчев
211. Тодор Василев Василев
212. Тодор Стаматов Тодоров
213. Тома Биков
214. Томислав Дончев
215. Тошко Хаджитодоров
216. Тунджай Рамадан Йозтюрк
217. Филип Маринов Станев
218. Филип Стефанов Попов
219. Филчо Кръстев Филев
220. Хайри Реджебов Садъков
221. Халил Реджепов Летифов
222. Хамид Хамид
223. Хасан Адемов
224. Хатидже Мехмедова Георгиева
225. Христо Терзийски
226. Христо Гаджев
227. Христо Любомиров Иванов
228. Христо Михайлов Дочев
229. Христо Танчев Проданов
230. Цветан Енчев
231. Цецка Георгиева Бачкова
232. Юмер Мустафа Хамза
233. Явор Божанков

## Председатели и заместник-председатели на народното събрание
1. Ива Митева (ИТН) – председател (15 април – 12 май 2021)
2. Атанас Атанасов (ДБ) – заместник-председател (15 април – 12 май 2021)
3. Кристиан Вигенин (БСП) – заместник-председател (15 април – 12 май 2021)
4. Мукаддес Налбант (ДПС) – заместник-председател (15 април – 12 май 2021)
5. Виктория Василева (ИТН) – заместник-председател (15 април – 12 май 2021)
6. Татяна Дончева (Изправи се.БГ) – заместник-председател (15 април – 12 май 2021)
7. Цвета Караянчева (ГЕРБ-СДС) – заместник-председател (15 април – 12 май 2021)